# Breux-sur-Avre

Breux-sur-Avre este o comună în departamentul Eure, Franța. În 1 ianuarie 2022 avea o populație de 336 de locuitori.